# Westside
Westside est un complexe de loisirs et un centre commercial situé dans la localité suisse de Brünnen, en ville de Berne. Il a été réalisé par l'architecte Daniel Libeskind et inauguré en octobre 2008.

## Design

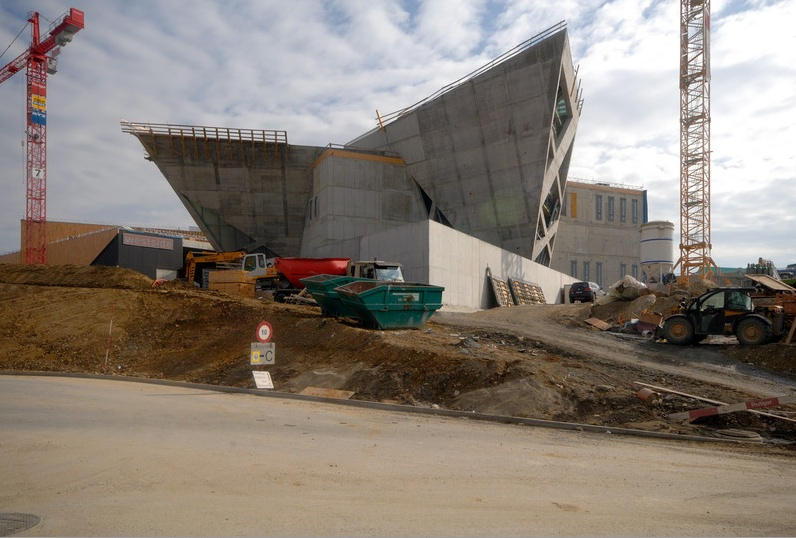
Le centre en construction.

Situé à l'extrême ouest de la ville de Berne, le Westside a été construit selon un concept urbain ; selon le Studio Daniel Libeskind il regroupe « les dimensions commerciales, culturelles et de loisirs ». Le bâtiment est construit sur un squelette d'acier entouré d'une façade de bois. Le toit est percé de fenêtres qui apportent la lumière du jour dans le centre. Son coût de construction a avoisiné les 500 millions de francs.

## Réactions
Des critiques, tels que l'architecte David Rogers de Los Angeles, ont reproché à Berne le manque d'intégration du centre dans le tissu urbain de la ville, arguant qu'un tel centre commercial situé en périphérie contribue à l'appauvrissement du centre ville. À l'inverse, ses défenseurs, parmi lesquels se trouve l'architecte suisse Barbara Holzer, mettent en avant le fait que de tels centres créent de nouveaux espaces urbains et mettent en avant l'intégration du bâtiment dans son cadre

## Offre du centre
Le centre comprend plusieurs niveaux de commerces et de restaurants, un parc aquatique appelé « Bernaqua », un centre de conférence, un hôtel, un centre de fitness et un cinéma multiplexe. Il est situé en bordure de l'autoroute A1 et à côté d'une station de S-Bahn qui mène directement au centre-ville de Berne.
Le parc aquatique dispose de sept bassins d'un total de 7 000 m2, dont deux salés. Deux saunas et deux pataugeoires complètent l'offre. Bernaqua a trois toboggans à effets lumineux dont un avec bouées. Un cinéma aquatique diffusant des classiques fait partie du parc ; les films y sont diffusés en allemand.

## Accident

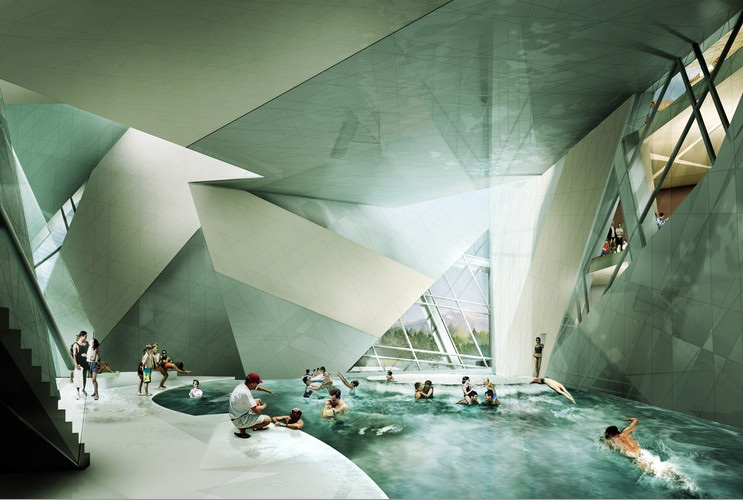
Vue de la piscine avant l'accident.

Le mardi 12 avril 2011 vers 18 h 45, plus de 100 m2 de dalles de matériel d'isolation du faux plafond de la piscine se sont effondrés de plus de 10 mètres de hauteur dans l'un des bassins de la piscine à proximité des toboggans, deux personnes ont été blessées. La piscine et les installations aquatiques ont été fermées alors que le Ministère public régional Berne-Mitteland a ouvert une procédure pour violation éventuelle des règles de construction.

## Accès
Le centre commercial est desservi par la ligne 8 du tramway de Berne ainsi que la gare de Berne Westside Brünnen.

## Sources
- (de) Cet article est partiellement ou en totalité issu de l’article de Wikipédia en allemand intitulé « Westside (Bern) » (voir la liste des auteurs).

- (en) Cet article est partiellement ou en totalité issu de l’article de Wikipédia en anglais intitulé « Westside shopping and leisure complex » (voir la liste des auteurs).